# Ropalidia cincta
Ropalidia cincta är en getingart som först beskrevs av Amédée Louis Michel Lepeletier 1836.  Ropalidia cincta ingår i släktet Ropalidia och familjen getingar. Inga underarter finns listade i Catalogue of Life.